# Lansing
Lansing es la ciudad capital del estado estadounidense de Míchigan, y se encuentra ubicada en el condado de Ingham, aunque pequeñas porciones de la ciudad se extienden al condado de Eaton. En el Censo de 2020 tenía una población de 112,644 habitantes y una densidad poblacional de 1.164,67 personas por km².

## Geografía
Lansing se encuentra ubicada en las coordenadas 42°42′35″N 84°33′22″O / 42.70972, -84.55611. Según la Oficina del Censo de los Estados Unidos, Lansing tiene una superficie total de 94.99 km², de la cual 93.37 km² corresponden a tierra firme y (1.71%) 1.62 km² es agua.

### Clima
| Parámetros climáticos promedio de Lansing, Michigan (Aeropuerto Internacional de Capital Region), normales 1991−2020 , extremos 1863−presente | Parámetros climáticos promedio de Lansing, Michigan (Aeropuerto Internacional de Capital Region), normales 1991−2020 , extremos 1863−presente | Parámetros climáticos promedio de Lansing, Michigan (Aeropuerto Internacional de Capital Region), normales 1991−2020 , extremos 1863−presente | Parámetros climáticos promedio de Lansing, Michigan (Aeropuerto Internacional de Capital Region), normales 1991−2020 , extremos 1863−presente | Parámetros climáticos promedio de Lansing, Michigan (Aeropuerto Internacional de Capital Region), normales 1991−2020 , extremos 1863−presente | Parámetros climáticos promedio de Lansing, Michigan (Aeropuerto Internacional de Capital Region), normales 1991−2020 , extremos 1863−presente | Parámetros climáticos promedio de Lansing, Michigan (Aeropuerto Internacional de Capital Region), normales 1991−2020 , extremos 1863−presente | Parámetros climáticos promedio de Lansing, Michigan (Aeropuerto Internacional de Capital Region), normales 1991−2020 , extremos 1863−presente | Parámetros climáticos promedio de Lansing, Michigan (Aeropuerto Internacional de Capital Region), normales 1991−2020 , extremos 1863−presente | Parámetros climáticos promedio de Lansing, Michigan (Aeropuerto Internacional de Capital Region), normales 1991−2020 , extremos 1863−presente | Parámetros climáticos promedio de Lansing, Michigan (Aeropuerto Internacional de Capital Region), normales 1991−2020 , extremos 1863−presente | Parámetros climáticos promedio de Lansing, Michigan (Aeropuerto Internacional de Capital Region), normales 1991−2020 , extremos 1863−presente | Parámetros climáticos promedio de Lansing, Michigan (Aeropuerto Internacional de Capital Region), normales 1991−2020 , extremos 1863−presente | Parámetros climáticos promedio de Lansing, Michigan (Aeropuerto Internacional de Capital Region), normales 1991−2020 , extremos 1863−presente |
| Mes | Ene. | Feb. | Mar. | Abr. | May. | Jun. | Jul. | Ago. | Sep. | Oct. | Nov. | Dic. | Anual |
| --- | --- | --- | --- | --- | --- | --- | --- | --- | --- | --- | --- | --- | --- |
| Temp. máx. abs. (°C) | 18.9 | 20.6 | 30 | 31.1 | 35.6 | 37.2 | 39.4 | 38.9 | 37.2 | 32.2 | 26.1 | 21.1 | 39.4 |
| Temp. máx. media (°C) | -0.8 | 0.8 | 6.9 | 14.2 | 20.8 | 26.1 | 28.2 | 27 | 23.1 | 15.8 | 8.3 | 2.1 | 14.4 |
| Temp. media (°C) | -4.5 | -3.4 | 1.8 | 8.3 | 14.7 | 20 | 22.1 | 21.1 | 16.9 | 10.4 | 4.2 | -1.4 | 9.2 |
| Temp. mín. media (°C) | -8.2 | -7.6 | -3.3 | 2.4 | 8.6 | 13.9 | 16.1 | 15.3 | 10.8 | 5.1 | -0.1 | -4.8 | 4 |
| Temp. mín. abs. (°C) | -33.9 | -38.3 | -31.7 | -21.1 | -7.2 | -2.8 | -0.6 | -3.3 | -7.2 | -12.2 | -20.6 | -31.7 | -38.3 |
| Precipitación total (mm) | 52.3 | 43.4 | 54.1 | 82.8 | 93 | 95.5 | 74.7 | 88.4 | 71.4 | 80.3 | 62.5 | 48.3 | 846.6 |
| Nevadas (cm) | 36.3 | 32.8 | 15 | 4.3 | 0 | 0 | 0 | 0 | 0 | 0.5 | 9.9 | 28.7 | 127.5 |
| Días de precipitaciones (≥ 0.2 mm) | 13.9 | 10.7 | 10.9 | 12.5 | 12.5 | 10.5 | 9.1 | 10.1 | 10.1 | 11.6 | 12.3 | 13.5 | 137.7 |
| Días de nevadas (≥ 0.2 cm) | 11.9 | 10.0 | 4.8 | 1.9 | 0.0 | 0.0 | 0.0 | 0.0 | 0.0 | 0.2 | 3.9 | 9.4 | 42.1 |
| Horas de sol | 118.2 | 140.1 | 187.6 | 218.7 | 278.6 | 296.2 | 318.5 | 278.1 | 217.6 | 163.8 | 92.4 | 82.1 | 2391.9 |
| Humedad relativa (%) | 78.8 | 76.2 | 73.3 | 67.6 | 66.7 | 69.0 | 71.0 | 74.9 | 77.5 | 76.1 | 78.6 | 81.1 | 74.2 |
| Fuente: NOAA (humedad y horas de sol 1961−1990)                                                                                               | | | | | | | | | | | | | |

## Demografía
Según el censo de 2010, había 114297 personas residiendo en Lansing. La densidad de población era de 1.203,28 hab./km². De los 114297 habitantes, Lansing estaba compuesto por el 61.23% blancos, el 23.74% eran afroamericanos, el 0.77% eran amerindios, el 3.72% eran asiáticos, el 0.05% eran isleños del Pacífico, el 4.3% eran de otras razas y el 6.18% pertenecían a dos o más razas. Del total de la población el 12.5% eran hispanos o latinos de cualquier raza.

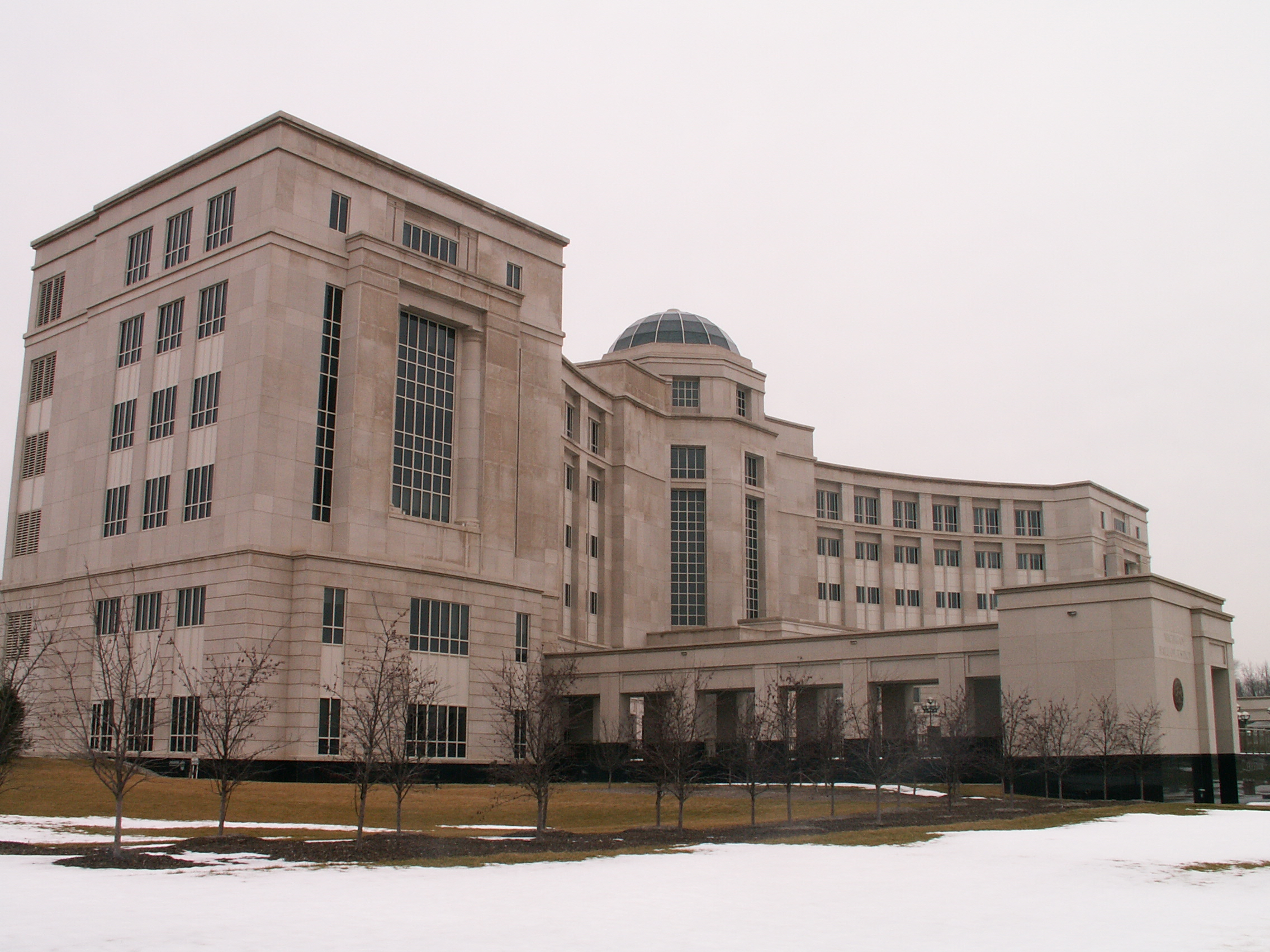
Tribunal Supremo de Míchigan.

## Personas famosas
- Malcolm X, activista por los derechos humanos
- Larry Page, cofundador de Google
- Magic Johnson, baloncestista
- John Hughes, director y guionista
- Burt Reynolds, actor
- Steven Seagal, actor
- Todd Martin, tenista
- Matthew Lillard, actor
- Denzel Valentine, baloncestista